# Kąty (Brzesko)
Pour les articles homonymes, voir Kąty.
Kąty est une localité polonaise de la gmina d'Iwkowa, située dans le powiat de Brzesko en voïvodie de Petite-Pologne.